# Stará Myjava
Stará Myjava es un municipio del distrito de Myjava en la región de Trenčín, Eslovaquia, con una población estimada a final del año 2024 de 766 habitantes.
Se encuentra ubicado al oeste de la región, cerca del río Myjava (afluente del río Morava, cuenca hidrográfica del Danubio) y de la frontera con la región de Trnava y la República Checa.

## Demografía
| Año        | 1994 | 2004    | 2014    | 2024    |
| ---------- | ---- | ------- | ------- | ------- |
| Población  | 725  | 730     | 733     | 766     |
| Diferencia |      | +0,68 % | +0,41 % | +4,50 % |

| Año        | 2023 | 2024    |
| ---------- | ---- | ------- |
| Población  | 744  | 766     |
| Diferencia |      | +2,95 % |